# Gregorio Ferro Requeijo
Gregorio Ferro Requeijo (Santa María de Lamas (La Corunya) 1742 - Madrid, 23 de gener de 1812) va ser un pintor espanyol.

## Biografia
Als quinze anys es va traslladar a Madrid, on entrà a la Real Academia de Bellas Artes de San Fernando de la mà d'Antonio Rafael Mengs. Després marxà a Roma a completar la seva formació i on guanyà diversos premis. L'any 1781 va ser elegit Acadèmic de San Fernando gràcies al quadre del Martiri de Sant Sebastià. El 1788 va ser nomenat Tinent Director de l'Acadèmia substituint Francisco Bayeu, i en va esdevenir Director de Pintura el 1791 després de la renúnica de Francisco de Goya. L'octubre de 1804 l'Acadèmia elva proposar com a director i així ho va aprovar el rei Carles IV el 4 de novembre. Mai va arribar a ser Pintor de Cambra
Realitzà moltes obres als Reales Sitios i Palaus, especialment a Madrid i Aranjuez, incloent diversos frescos al Palacio Real i diversos quadres de temàtica religiosa en esglésies de la Cort, a més d'altres obres menors a lazona de Múrcia, Cuenca i Galícia.